# Mehmed Ferid Pasza
Mehmed Ferid Pasza (osm. محمد فرید پاشا, tur. Avlonyalı Ferit Paşa lub Avlonyalı Mehmet Ferit Paşa, alb. Ferit pashë Vlora; ur. 1851 lub 1852 w Janinie lub we Wlorze, zm. 1914 w San Remo) – wielki wezyr Imperium Osmańskiego w latach 1903–1908, minister spraw wewnętrznych w 1909 roku, przewodniczący Senatu Imperium Osmańskiego w latach 1912–1913; Albańczyk.

## Życiorys

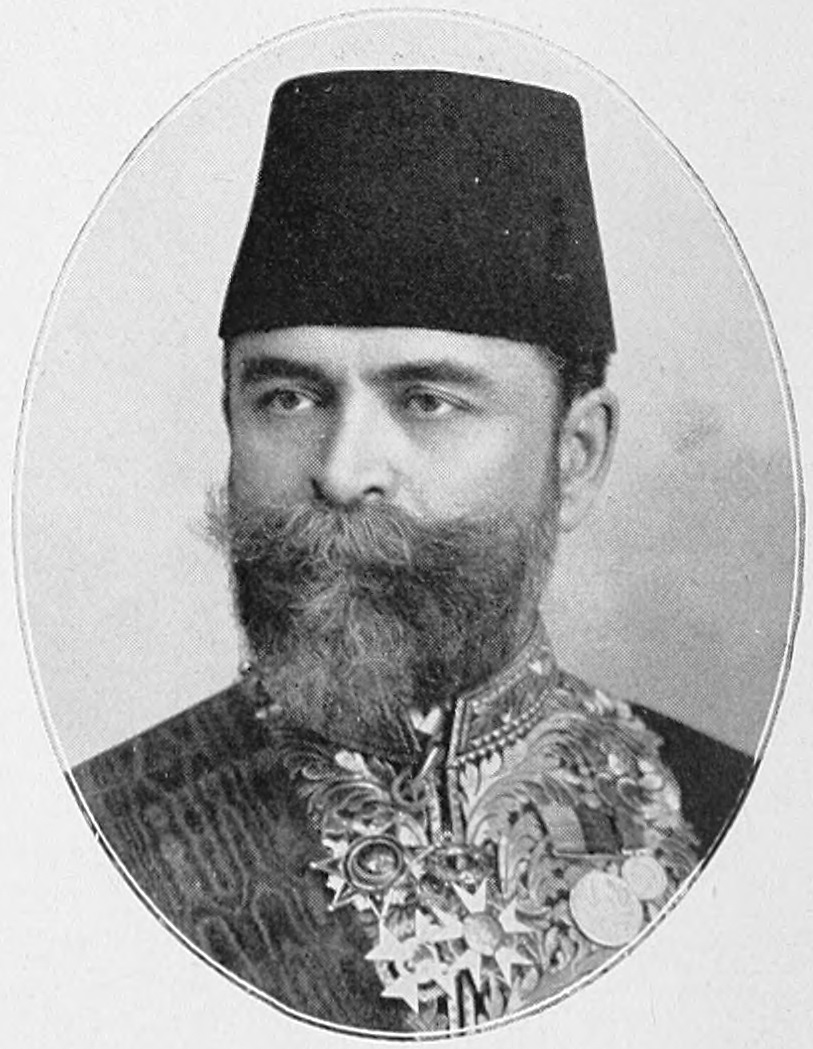
Mehmed Ferid Pasza

Uczęszczał do szkoły Zosimaia, gdzie nauczył się języków greckiego, arabskiego, francuskiego i włoskiego, a prywatni nauczyciele uczyli go także języka perskiego. Pod koniec lat 70. XIX w. był zaangażowany w działalność Towarzystwa Publikacji Listów Albańskich.
Pracował w administracji osmańskiej, zostając początkowo urzędnikiem sądowym w Retimno, w 1870 roku został urzędnikiem w wilajecie Kandia, następnie pracował w Mostarze jako skryba oraz należał do Rady Wojennej w tymże mieście. W 1874 roku był sekretarzem w administracji sandżaka Zvornik, a w 1877 objął dwie funkcje: kajmakama w Trebinjem oraz głównego sekretarza administracji wojskowej na terenie Bośni. Po jej zajęciu przez Austro-Węgry przybył do Konstantynopola, a w 1879 roku został zastępcą komisarza w Rumelii Wschodniej. W 1880 roku pełnił funkcję inspektora sądowego w mieście Diyarbakır, a w 1887 roku należał do trzech komisji do spraw: reformy monopoli państwowych, reformy szkolnictwa oraz reformy w zakresie długu publicznego i sądownictwa.
W 1893 roku został członkiem Rady Państwa, pięć lat później objął funkcję walego wilajetu Konya; w czasie pełnienia przez niego tejże funkcji nastąpiły liczne reformy w wilajecie: reforma administracyjna, zdecydowana walka z korupcją, otwarcie nowych szkół, założenie zakładów rzemieślniczych, rozbudowa infrastruktury, budowa 20-kilometrowej sieci wodociągów, koszar, szpitala, parku, a także budowa portu w Antalyi; zlecił także renowację znajdujących się w regionie zabytków z okresu panowania Wielkich Seldżuków. Jego działania zostały docenione przez niemieckiego ambasadora Adolfa Marschalla von Biebersteina.
W 1889 roku został wezyrem, urząd ten piastował do 1902 roku, kiedy to objął funkcję przewodniczącego Komisji Reformy Rumelii. 15 stycznia 1903 roku został mianowany wielkim wezyrem przez sułtana Abdülhamida II. Władcę motywował fakt pogarszającej się sytuacji geopolitycznej na Bałkanach, w obliczu której wybrał Albańczyka cieszącego się wysoką reputacją i ceniącego ludność albańską za służbę i lojalność wobec Imperium Osmańskiego. Nowy wielki wezyr domagał się prowadzenia zdecydowanej polityki przeciwko ruchowi młodoturków, by zapobiec ewentualnym próbom zamachu stanu.
W marcu 1906 roku w Erzurum wybuchł bunt z powodu zbyt wysokich podatków, gdyż wielki wezyr nie wyraził zgody na ich obniżenie, argumentując, iż w całym kraju stawka podatkowa jest taka sama. W celu złagodzenia sytuacji Mehmed Ferid Pasza wysłał telegram do muzułmańskiego duchowieństwa z informacjami o wysłaniu komisji mającej zbadać sprawę oraz o odwołaniu gubernatora w przypadku wykrycia nadużyć. W maju tego samego roku wyraził obawy wobec Włoch, które jego zdaniem dążyły do przejęcia kontroli nad całym brzegiem Morza Śródziemnego.
22 lipca 1908 przestał pełnić funkcję wielkiego wezyra; nie udało mu się zapobiec wybuchowi rewolucji młodotureckiej ani utrzymać lojalności ludności albańskiej wobec Imperium Osmańskiego, w związku z czym został odwołany przez sułtana. Jako wielki wezyr był krytykowany z powodu częstych spotkań z ambasadorami Niemiec (Adolfem Marschallem von Biebersteinem) oraz Austro-Węgier (Johannem von Pallavicinim), część opinii publicznej uważała, że Albańczyk nie powinien pełnić funkcji wielkiego wezyra. Na wybór Mehmeda Ferida Paszy na tę funkcję miał mieć wpływ niemiecki ambasador, a sam sułtan miał proniemieckie poglądy. Praca wielkiego wezyra była jednak utrudniona nie tylko z powodu trudnej sytuacji wewnętrznej, ale także z powodu ingerencji władcy w politykę wewnętrzną i zagraniczną. Ponadto często przeciwstawiał się rozkazom władcy i zanim został odwołany, kilkukrotnie bezskutecznie zwracał się do sułtana z prośbą o rezygnację ze stanowiska wielkiego wezyra.
W wyniku wyborów parlamentarnych z 1908 roku uzyskał mandat do Zgromadzenia Ogólnego Imperium Osmańskiego. Objął go w marcu następnego roku zasiadając w Izbie Deputowanych oraz został mianowany zastępcą walego wilajetu Aidin. W maju 1909 roku został ministrem spraw wewnętrznych, jednak po dwóch miesiącach podał się do dymisji. Gdy 23 lipca 1912 roku funkcję wielkiego wezyra objął Gazi Ahmed Muhtar Pasza, ten zaproponował Mehmedowi Feridowi Paszy ponowne objęcie stanowiska ministra spraw wewnętrznych, jednak spotkał się z odmową. Od 2 sierpnia 1912 do końca stycznia 1913 roku był przewodniczącym Senatu Imperium Osmańskiego.
W 1914 roku Wilhelm zu Wied został księciem Albanii, kilkukrotnie oferował Mehmedowi Feridowi Paszy stanowisko premiera Albanii, jednak bezskutecznie. Ten motywował powód odmowy swoim złym stanem zdrowia oraz postrzeganiem objęcia tejże funkcji jako zdradę Imperium Osmańskiego. Zmarł pod koniec 1914 roku w San Remo, jego ciało zostało przetransportowane do Albanii i pochowane we Wlorze.

## Życie prywatne
Jego ojciec Mustafa Nuri Pasza także pracował jako urzędnik.
Miał brata Syrję Vlorę. Jednym z jego przodków od strony matki był Ali Pasza z Tepeleny.